# سفين شولتسه
سفين شولتسه (بالألمانية: Sven Schulze) هو سياسي ألماني، ولد في 31 يوليو 1979 في كفيدلينبورغ في ألمانيا. نشط حزبياً في الاتحاد الديمقراطي المسيحي. في 2019، انتخب عضو في البرلمان الأوروبي عن دائرة ألمانيا لترشحه ضمن قائمة الاتحاد الديمقراطي المسيحي، وقد انضم خلال فترته النيابية (2 يوليو 2019 – ) للكتلة البرلمانية كتلة حزب الشعب الأوروبي وفي انتخابات البرلمان الأوروبي في ألمانيا 2014 ‏، انتخب عضو في البرلمان الأوروبي عن دائرة ألمانيا لترشحه ضمن قائمة الاتحاد الديمقراطي المسيحي، وقد انضم خلال فترته النيابية (25 مايو 2014 – ) للكتلة البرلمانية كتلة حزب الشعب الأوروبي.

## وصلات خارجية
- الموقع الرسمي